# 基亚拉瓦莱
基亚拉瓦莱（義大利語：Chiaravalle），是意大利安科纳省的一个市镇。总面积17.39平方公里，2009年人口15,001人，人口密度862.6人/平方公里。ISTAT代码为042014。